# 白云寺 (宁乡)
白云寺坐落在湖南省长沙市宁乡市双凫铺镇的回龙山，是一座汉传佛教禅宗寺院。

## 沿革

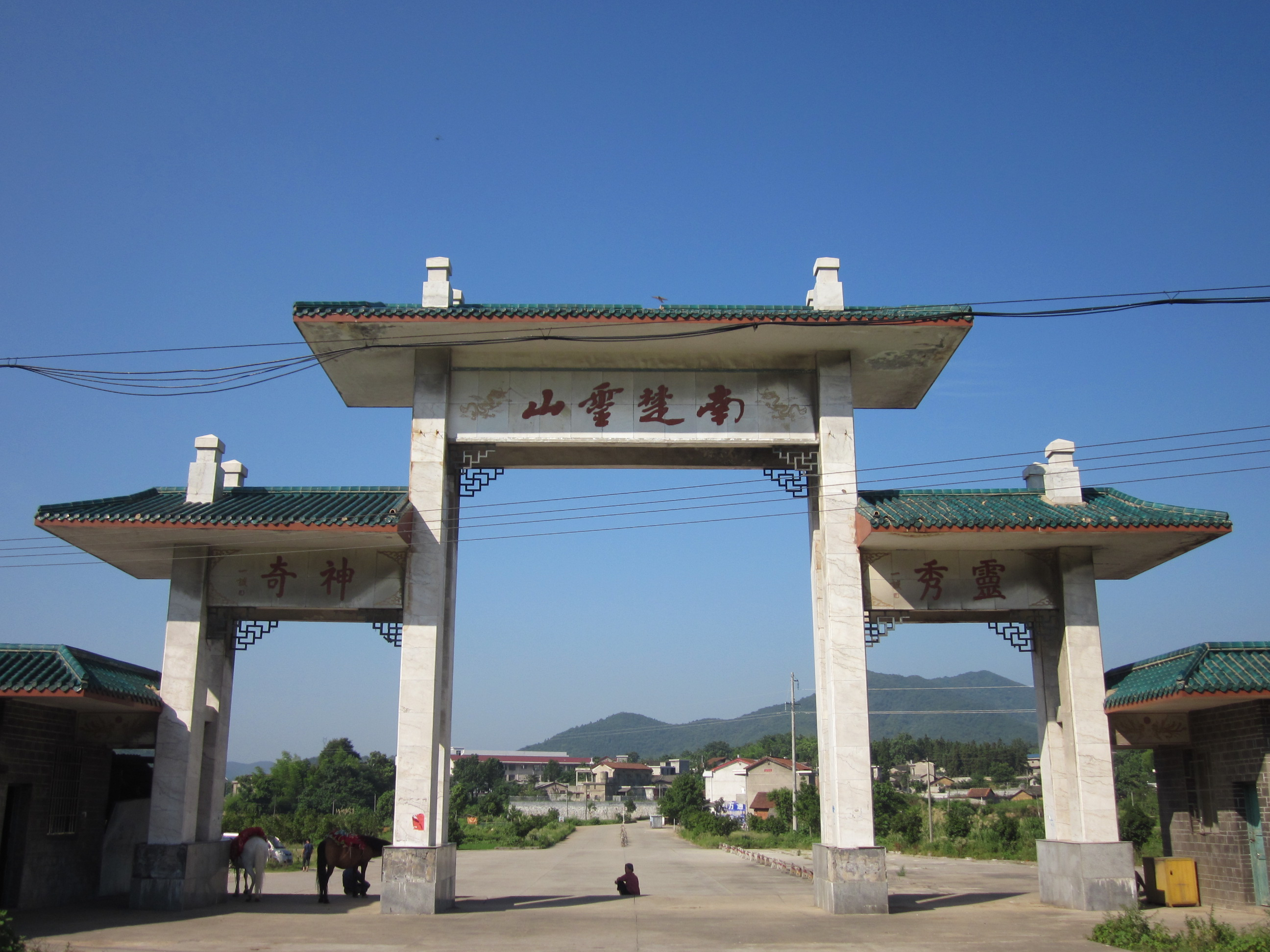
白云寺的山门。

### 唐朝
白云寺创建于唐宣宗大中十二年（858年），光恩禅师在回龙山下粟溪建立清林寺，这是白云寺的前身。

### 明朝
明末清初，王陛和其子王维汉捐田、捐款、划地重修扩建回龙山白云寺。

### 清朝
顺治三年，陶汝鼐重修白云寺。
乾隆年间，万行重修龙山寺。
乾隆二十八年（1763年），移至回龙山山上，清林寺和白云寺合并为白云寺。
道光乙已年，再次重修白云寺。

### 中华人民共和国
1988年后，政府重建一直延续到现在的规模。
1990年，宁乡县佛教协会成立并且驻于白云寺。

## 建筑

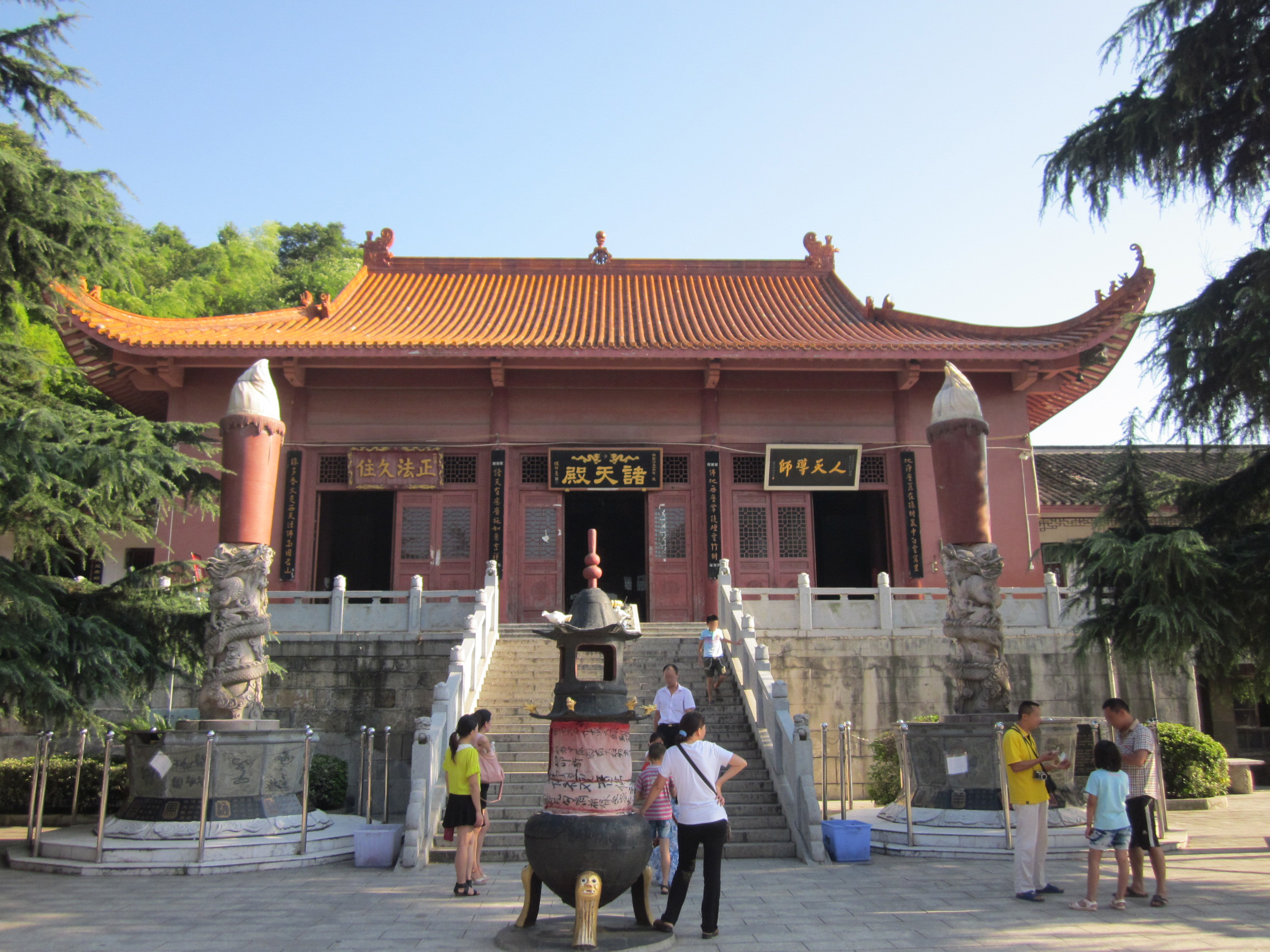
大雄宝殿。

寺庙现存大小房屋300余间，正殿供奉二十四诸天，左右殿供奉大小佛像30余尊，寺内存有清朝左宗棠、民国于右任等名家的40余块碑文。